# 明示公式
数学では、L-函数の明示公式(explicit formulae for L-function)は、L-函数の複素数の零点を渡る総和と素数冪を渡る総和との関係のことを言い、リーマンゼータ函数について Riemann (1859) により導入された。明示公式は、代数体の判別式(discriminant of an algebraic number field)や導手の境界に関する問題への応用も持っている。

## リーマンの明示公式
リーマンは1859年の論文 「与えられた数より小さい素数の個数について (Ueber die Anzahl der Primzahlen unter einer gegebenen Grösse)」で、
{\displaystyle \pi _{0}(x)={\frac {1}{2}}\lim _{h\to 0}(\pi (x+h)+\pi (x-h))}
により、素数数え上げ函数(prime-counting function)  π0(x) を発見した。この函数は、正規化された素数数え上げ函数 π(x) へ関係付けられている。この公式は、関係する函数
{\displaystyle f(x)=\pi (x)+{\frac {1}{2}}\pi (x^{1/2})+{\frac {1}{3}}\pi (x^{1/3})+\cdots }
の項で与えられた。(リーマンはこのように{\displaystyle f(x)}と書き表したが、現在では{\displaystyle f(x)}といえば関数一般のことを指すため、{\displaystyle J(x)}と書くことが慣例となっている。)この函数がどのように素数の数を数えるかというと、素数 p の 1/n となるように、素数のべき pn を数え、不連続点で左からの極限と右からの極限の数論的意味を持つものとして（2つの平均をとることで）、数え上げられる。正規化された素数数え上げ函数は、この函数より
{\displaystyle \pi _{0}(x)=\sum _{n}\mu (n)f(x^{1/n})/n=f(x)-{\frac {1}{2}}f(x^{1/2})-{\frac {1}{3}}f(x^{1/3})-\cdots }
として得られる。リーマンの公式は
{\displaystyle f(x)=\operatorname {li} (x)-\sum _{\rho }\operatorname {li} (x^{\rho })-\log(2)+\int _{x}^{\infty }{\frac {dt}{t(t^{2}-1)\log(t)}}}
となり、リーマンゼータ函数が非自明な零点を渡る和を意味する。この和は絶対収束しないが、零点の虚数部の絶対値のオーダーを取ることで、零点を評価できる。最初の項の中の函数 li は、発散積分
{\displaystyle \operatorname {li} (x)=\int _{0}^{x}{\frac {dt}{\log(t)}}}
のコーシーの主値により与えられる対数積分である。ゼータ函数の零点を意味する項 li(xρ) は、li が 0 と 1 で分岐点を持ち、複素変数 ρ が x > 1 で Re(ρ) > 0 の領域内へ解析接続されることへ注意を払う必要がある。他の項も零点に対応し、主要項 li(x) は s = 1 での極から来ていて、多重度 −1 の零点と考えられる。また残る小さな項は自明な零点から来る。この公式は、リーマンゼータ函数の零点が「期待」された点の周囲での素数の振動を制御していることを意味する。（この級数の最初のいくつかの項のグラフは、Zagier 1977を参照）
リーマンの素数の数え上げ函数 π にかえて、チェビシェフ函数 {\displaystyle \psi } の正規化 {\displaystyle \psi _{0}} を使うと、リーマンの公式のより単純な形への変形でき、 フォン・マンゴルト(von-Mangoldt)の明示公式
{\displaystyle \psi _{0}(x)={\dfrac {1}{2\pi i}}\int _{0}^{\infty }\left(-{\dfrac {\zeta '(s)}{\zeta (s)}}\right){\dfrac {x^{s}}{s}}ds=x-\sum _{\rho }{\frac {x^{\rho }}{\rho }}-\log(2\pi )-\log(1-x^{-2})/2}
を得る。ここに非整数 x に対し、ψ(x) は x よりも小さい全ての素数べき pn を渡る log(p) の和である。これはリーマン明示公式のフォン・マンゴルトによる証明で重要な役割を果たす。
ここで零点を渡る和は、再び、虚数部の増加するオーダーの中でとる必要がある。
{\displaystyle \sum _{\rho }{\frac {x^{\rho }}{\rho }}=\lim _{T\rightarrow \infty }S(x,T)\ }
ここに、
{\displaystyle S(x,T)=\sum _{\rho :|\Im \rho |\leq T}{\frac {x^{\rho }}{\rho }}}
である。
和を消去することを意味する S(x,T) のエラー項は、オーダーが
{\displaystyle x^{2}{\frac {\log ^{2}T}{T}}+\log x}
である。

## ヴェイユの明示公式
明示公式の記述の方法にはいくつかの少し異なる方法がある。ヴェィユの明示公式の形は、次の形である。
{\displaystyle {\begin{aligned}&{}\quad \Phi (1)+\Phi (0)-\sum _{\rho }\Phi (\rho )\\&=\sum _{p,m}{\frac {\log(p)}{p^{m/2}}}(F(\log(p^{m}))+F(-\log(p^{m})))-{\frac {1}{2\pi }}\int _{-\infty }^{\infty }\varphi (t)\Psi (t)\,dt\end{aligned}}}
ここに、
- ρ はゼータ函数の非自明な零点を渡る。
- p は正の素数を渡る。
- m は正の整数を渡る。
- F はその全ての微分が急減少する滑らかな函数である。
- {\displaystyle \varphi } は F のフーリエ変換である。

{\displaystyle \varphi (t)=\int _{-\infty }^{\infty }F(x)e^{itx}\,dx}
- {\displaystyle \Phi (1/2+it)=\varphi (t)}
- {\displaystyle \Psi (t)=-\log(\pi )+Re(\psi (1/4+it/2))}  , ここに、{\displaystyle \psi } はディガンマ函数 {\displaystyle \Gamma '/\Gamma } である。

大まかには、明示公式は、ゼータ函数の零点のフーリエ変換が素数べきの集合にいくつかの基本的要素を加えたものと言うことができる。
公式の中の項は次のように現れる。
- 右辺の項は次の対数微分から来る。

{\displaystyle \zeta ^{*}(s)=\Gamma (s/2)\pi ^{-s/2}\prod _{p}{\frac {1}{1-p^{-s}}}}
項は p のオイラー要素から来る素数 p へ対応していて、最後の項は Ψ を意味していてガンマ要素（無限遠点のオイラー要素）から来る。
- 左辺は全ての乗法について数え上げられた ζ * の全ての零点を渡る和であるので、0 と 1 での極は、オーダー −1 として数え上げられる。

## 一般化
リーマンゼータ函数はディリクレ指標 χ のディリクレのL-函数により置き換えることができる。従って、素数べきを渡る和は余剰要素 χ(p m) と項 Φ(1) を持っていて、L-級数は極を持たないので Φ(0) は 0 となり消える。
さらに一般的には、リーマンゼータ函数や一般のL-函数は、デデキントゼータ函数を代数体のヘッケのL-級数を置き換えることにより得られる。従って、素数を渡る和は、素イデアルを渡る和に置き換えることができる。

## 応用
明示公式のリーマンによる元々の用途は、与えられた数よりも小さな素数の数を求める完全な公式を与えるためであった。このためには、F(log(y)) を 0 ≤ y ≤ x に対しては y1/2/log(y) であり、そうでない場合は 0 であるとすると、右辺の和の主要項は、x より小さな素数の数である。左辺の主要項は、Φ(1) であり、この式が素数定理の主要項であることが分かり、ゼータ函数の非自明な零点を渡る和が主要な補正項であることが分かる。（これを使う場合には F が滑らかであるという条件を満たさないという小さな問題がある。）

## ヒルベルト・ポリア予想
ヒルベルト・ポリア予想に従うと、複素数の零点 ρ はある線型作用素 T の固有値であるはずである。明示公式の零点を渡る和は、（少なくとも形式的には、）跡（トレース）
{\displaystyle \sum _{\rho }F(\rho )=\operatorname {Tr} (F({\widehat {T}})).\!}
により与えられる。
L-函数の広いクラスについての明示公式は、Weil (1952) で発展した。彼は最初に、アイデアを局所ゼータ函数へ拡張して、この設定での一般化されたリーマン予想のバージョンを、位相群上の超函数の正値性として定式化した。より最近のアラン・コンヌ(Alain Connes)の仕事は、函数解析的な背景へと大きく進み、そのように一般化されたリーマン予想に等価である跡公式をもたらした。少し異なる観点がラルフ・マイヤー(Ralf Meyer)により、アデール的空間上の調和解析を経由してヴェイユの明示公式が導かれた。

## 関連書籍
- Edwards, H.M. (1974), Riemann's zeta function, Pure and Applied Mathematics, 58, New York-London: Academic Press, ISBN 0-12-232750-0, Zbl 0315.10035
- Riesel, Hans (1994), Prime numbers and computer methods for factorization, Progress in Mathematics, 126 (2nd ed.), Boston, MA: Birkhäuser, ISBN 0-8176-3743-5, Zbl 0821.11001